# Bajdží
Bajdží (arabsky بيجي‎) je město v Iráku. Leží v guvernorátu Saladdín přibližně 200 kilometrů severozápadně od Bagdádu, přibližně v polovině hlavní silnice z Bagdádu do Mosulu. Má přibližně šedesát tisíc obyvatel.
Ve městě je jedna z největších iráckých ropných rafinérií.
Přes město vede Bagdádská dráha, která se v něm kříží s dráhou vedoucí kolmo od Kirkúku směrem do Hadíthy.